# 야마카와 나오토
야마카와 나오토 (山川直人)
만화가.

1962년 생. 고교 시절부터 동인지 활동을 해오다가 1988년 『시리즈 셋방인』이 《영챔피언》에 실리면서 만화가로 데뷔했다.
국내에는『커피 한 잔 더』(5권 완결)이 출간되었다. 현재는 코믹빔에 아쿠타가와 류노스케를 소설가가 아닌 만화가로 그린 『쵸코도슈진 澄江堂主人』을 연재하는 중.

## 작품
『커피 한 잔 더 1권』 (2008년, 세미콜론, ISBN 9788983713919)
『커피 한 잔 더 2권』 (2008년, 세미콜론, ISBN 9788983713926)
『커피 한 잔 더 3권』 (2010년, 세미콜론, ISBN 9788983713933)
『커피 한 잔 더 4권』(2012년, 세미콜론, ISBN 9788983714015)
『커피 한 잔 더 5권(완결)』(2012년, 세미콜론, ISBN 9788983714022)